# Kostel Zvěstování Panny Marie (Beroun)
Kostel Zvěstování Panny Marie (či Zvěstování Přesvaté Bohorodice) je barokní sakrální stavba v Berouně. Jedná se o filiální kostel berounské římskokatolické farnosti, používaný ve 21. století k bohoslužbám české pravoslavné církve. Je chráněn jako kulturní památka České republiky..

## Historie
Kostel Zvěstování Panny Marie (titul je možno číst také christologicky jako Zvěstování Páně) byl vystavěn v roce 1525. Za třicetileté války byl těžce poškozen a v letech 1738-1744 barokně přestavěn. Dále byl opravován v 19. století a následně v 70. letech 20. století.

## Současnost
Začátkem 21. století byl kostel propůjčen k bohoslužbám pravoslavné církvi. Na rozhraní lódě a presbytáře byl instalován ikonostas.

## Architektura
Kostel je jednolodní obdélná stavba se skosenými nárožími a zúženým, trojboce uzavřeným presbytářem. Po stranách presbytáře je dvojice sakristií s oratořemi v patře. Lóď je sklenuta dvěma poli plackové klenby. Presbytář je sklenut českou plackou a konchou. Fasády kostela mají pseudobarokní podobu z 19. století.